# Wilfred von Oven
Wilfred von Oven (* 4. Mai 1912 in La Paz, Bolivien; † 13. Juni 2008 in Buenos Aires) war ein deutscher Journalist, Publizist und Staatsbeamter. Er wurde vor allem bekannt als ranghoher Mitarbeiter von Joseph Goebbels im Reichsministerium für Volksaufklärung und Propaganda.

## Leben und Wirken

### Jugend und Zeit des Nationalsozialismus
Von Oven wurde als Angehöriger des Adelsgeschlechts von Oven 1912 im bolivianischen La Paz geboren. Als Kind kam er nach Deutschland, wo er die Schule in Liegnitz (Schlesien) besuchte und schließlich das Abitur in Berlin ablegte.
Am 1. Mai 1931 wurde er Mitglied der NSDAP und der SA. Nach erfolglosen Versuchen, mit Gedichten und Novellen als Schriftsteller Fuß zu fassen, begann Oven zur selben Zeit erste journalistische Erfahrungen als Redakteur beim Berliner Scherl-Verlag zu sammeln. Am 1. Mai 1932 trat Oven wieder aus der NSDAP und der SA aus.
1936 absolvierte Oven die Reichspresseschule. Danach nahm er als Kriegsberichterstatter des Scherl-Verlags und als Mitglied der Legion Condor am Spanischen Bürgerkrieg teil. 1939 wurde Oven in einer Propagandakompanie beim Überfall auf Polen eingesetzt. Einigen Berichten zufolge beteiligte er sich dort an Massakern.
Im Mai 1943 wurde von Oven, damals im Rang eines Oberleutnants, als Pressereferent für Joseph Goebbels ins Reichsministerium für Volksaufklärung und Propaganda berufen. Er folgte in dieser Funktion Moritz von Schirmeister nach.
1944 erlebte von Oven den konservativen Staatsstreichversuch vom 20. Juli in Berlin mit. Um 14 Uhr wurde ihm aus der Wolfsschanze ein Pressetext über das vor kurzem erfolgte Attentat auf Hitler übermittelt. Von Oven weckte Goebbels aus dessen Mittagsschlaf und dieser leitete maßgeblich die Niederschlagung des Putschversuchs in Berlin.
Bis zum 22. April 1945 blieb Oven im Berliner Propagandaministerium tätig. Während Goebbels an diesem Tag in den Berliner Bunker umzog, schickte er seinen Pressereferenten zum Oberkommando des Heeres nach Rendsburg. Danach ging von Oven mit Eberhard Taubert nach Hamburg.

### Nachkriegszeit
Nach dem Krieg arbeitete von Oven zunächst unter falschem Namen als Dolmetscher und Schreibkraft für die britische Militärverwaltung in Deutschland.
1951 ging von Oven – ausgestattet mit einem von Rudolf Augstein unterschriebenen Presseausweis – nach Argentinien. Als Auslandskorrespondent berichtete er aus dem südamerikanischen Staat für den Spiegel und die Frankfurter Allgemeine Zeitung. Später schrieb er für die deutschsprachige argentinische Zeitung Freie Presse und gab unter eigener Regie den La Plata Ruf heraus.
Laut Mitteilung des Nachrichtenmagazins Der Spiegel vom Juni 2013 bestätigte der Bundesnachrichtendienst (BND) diesem, dass von Oven ab 1950 zunächst für die Organisation Gehlen, dann nach dessen Gründung bis 1966 unter verschiedenen Decknamen für den BND als nachrichtendienstliche Verbindung tätig war.
Darüber hinaus entfaltete von Oven eine umfangreiche Tätigkeit als Schriftsteller und Übersetzer. Inhalt seiner schriftstellerischen Werke waren dabei zumeist persönliche Erinnerungen an die nationalsozialistische Zeit. In ihrer Tendenz laufen diese Werke, die in der Bundesrepublik in der Regel von rechtsextremen Verlagen wie dem Grabert Verlag herausgegeben wurden, unzweideutig auf eine Verklärung der Zeit des Nationalsozialismus heraus, die Oven 1990 in einem Gespräch mit dem britischen Historiker Laurence Rees als „paradiesisch“ zusammenfasste. Kurt Hirsch und Hans Sarkowicz charakterisieren den historischen Schriftsteller Oven als jemanden, der „die historischen Tatsachen bewusst verdreht“ und deswegen „auf Beifall von einer bestimmten Seite hoffen“ dürfe. Aufgrund dieser Tätigkeit wurden wiederholt Prozesse und Klagen gegen Oven angestrengt. Als Übersetzer übertrug Oven einige Werke von Jacques de Mahieu und David Hoggan sowie die Erinnerungen von Léon Degrelle ins Deutsche.
Von Oven unterhielt enge Kontakte zu neonazistischen Kreisen in der Bundesrepublik Deutschland, aber auch in Teilen der Welt. Dazu gehörten auch Vorträge vor einschlägigem Publikum; so hielt er beispielsweise im September 1979 eine Rede beim „Kulturwerk Pfalz“ anlässlich einer Sonnenwendfeier bei Kusel.

## Schriften
- Schluss mit Polen, 1939.
- Panzer am Balkan. Erlebnisbuch der Panzergruppe von Kleist, 1941.
- Mit Goebbels bis zum Ende, 1949. (auch als Finale Furioso. Mit Goebbels bis zum Ende, 1974; und als Dr. G. Meister der Propaganda)
- Argentinien. Stern Südamerikas, 1957.
- 100 Jahre Deutscher Krankenverein, 1857–1957. Ein Jahrhundert deutsch-argentinischer Gemeinschaft im Spiegel des Wachsens und Werdens ihrer grössten und bedeutendsten Vereinigung. Buenos Aires: Imprenta Mercur, 1957.
- 150 Jahre Argentinien. 1810–1960, 1960.
- Argentinien, Paraguay, Uruguay. Land am Silberstrom, die La-Plata-Länder, 1969.
- Hitler und der Spanische Bürgerkrieg. Mission und Schicksal der Legion Condor, 1978.
- Wer war Goebbels? Biographie aus der Nähe, 1987.
- Mit ruhig festem Schritt. Aus der Geschichte der SA, 1998.
- Ein „Nazi“ in Argentinien, 1999.
- Wilhelm Canaris. Der Admiral und seine Mitverantwortung am Verlauf des Krieges, Deutsche Verlags-Gesellschaft, Preußisch Oldendorf 2001, ISBN 3-920722-66-3.